# Vlkov (district de České Budějovice)
Pour les articles homonymes, voir Vlkov.
Vlkov (en allemand : Wilkow, précédemment : Wlkow) est une commune du district de České Budějovice, dans la région de Bohême-du-Sud, en République tchèque. Sa population s'élevait à 41 habitants en 2020.

## Géographie
Vlkov se trouve à 16 km au nord-nord-est de České Budějovice et à 108 km au sud de Prague.
La commune est limitée par Hluboká nad Vltavou à l'ouest et au nord, par Drahotěšice à l'est, et par Hosín au sud-est et au sud.

## Histoire
La première mention écrite du village date de 1441.